# Бургвалд
Бургвалд (њем. Burgwald) општина је у њемачкој савезној држави Хесен. Једно је од 22 општинска средишта округа Валдек-Франкенберг. Према процјени из 2010. у општини је живјело 4.936 становника. Посједује регионалну шифру (AGS) 6635006.

## Географски и демографски подаци
Бургвалд се налази у савезној држави Хесен у округу Валдек-Франкенберг. Општина се налази на надморској висини од 375 метара. Површина општине износи 41,3 km². У самом мјесту је, према процјени из 2010. године, живјело 4.936 становника. Просјечна густина становништва износи 120 становника/km².